# استان لوندای شمالی
استان لوندای شمالی (به لاتین: Lunda Norte Province) یکی از استان‌های کشور آنگولا است.

## خصوصیات
استان لوندای شمالی ۱۰۳٬۷۶۰ کیلومترمربع مساحت و ۷۹۹٬۹۵۰ نفر جمعیت دارد.